# Interestatal 505
La Interestatal 505 (abreviada I-505) es una autopista interestatal ubicada en el estado de California. La autopista inicia en el Sur desde la I 80     en Vacaville hacia el Norte en la I 5     en Dunnigan. La autopista tiene una longitud de 53,1 km (32.99 mi).

## Mantenimiento
Al igual que las carreteras estatales, las carreteras federales, la Interestatal 505 es administrada y mantenida por el Departamento de Transporte de California por sus siglas en inglés Caltrans.

## Cruces
| Condado | Localidad | Miliario | Salida                                     | Destinos                         | Notas                                                                       |
| --- | --------- | -------- | ------------------------------------------ | -------------------------------- | --------------------------------------------------------------------------- |
| Solano SOL R0.00-R10.63                                                                                                   | Vacaville | R0.00    | 1                                          | I 80 – San Francisco, Sacramento | Salida Sur y Entrada Norte; señalizadas como salidas 1A (oeste) y 1B (este) |
| Solano SOL R0.00-R10.63                                                                                                   | Vacaville | R0.00    | 1B                                         | Monte Vista Avenue               | Salida Sur y entrada Norte                                                  |
| Solano SOL R0.00-R10.63                                                                                                   | Vacaville | R1.45    | 1C                                         | Vaca Valley Parkway              | Señalizada como Salida 1 en sentido Norte                                   |
| Solano SOL R0.00-R10.63                                                                                                   | Vacaville | R3.08    | 3                                          | Midway Road                      |                                                                             |
| Solano SOL R0.00-R10.63                                                                                                   |           | R5.59    | 6                                          | Allendale Road                   |                                                                             |
| Solano SOL R0.00-R10.63                                                                                                   |           | R10.62   | 10                                         | Putah Creek Road                 |                                                                             |
| Yolo YOL 0.00-R22.36 |           | R10.62   | 10                                         | Putah Creek Road                 |                                                                             |
| | 0.40      | 11       | SR 128 oeste (CR E6 east) – Winters, Davis |                                  |                                                                             |
| | 4.03      | 15       | Road 29A                                   |                                  |                                                                             |
| | 6.53      | 17       | Road 27                                    |                                  |                                                                             |
| | 10.62     | 21       | SR 16 – Woodland, Esparto                  |                                  |                                                                             |
| | 13.43     | 24       | Road 19                                    |                                  |                                                                             |
| | 17.45     | 28       | Road 14 (CR E10) – Zamora                  |                                  |                                                                             |
| | 20.13     | 31       | Road 12A                                   |                                  |                                                                             |
| | R22.36    |          | I 5 norte – Redding                        | Salida Norte y Entrada Sur       |                                                                             |
| 1.000 mi = 1.609 km; 1.000 km = 0.621 mi Cerrada/Antigua • Terminal concurrente • Acceso incompleto • Propuesta/Sin abrir |           |          |                                            |                                  |                                                                             |